# 宗楚客
宗楚客（7世纪—710年），字叔敖，蒲州（今山西永濟西）人。武周和唐中宗时期官员。

## 家族
祖籍南陽（今河南南陽）。曾祖父宗丕是後梁弘农郡太守，隋朝時居河東之汾陰。父宗岌，任官於魏王李泰的幕府，與謝偃等撰《括地志》。母武則天堂姐（武后伯父武士逸與伯母諸葛芬之三女）。李白的繼室「宗氏」是宗楚客之孫女。

## 簡介
楚客生而俊美，「明皙、美鬚髯」，有才華，唐高宗進士，武周革命后兄宗秦客官升内史，不久宗秦客、宗楚客、宗晋卿三兄弟就以奸赃罪被流放岭南。宗秦客死在岭南，宗楚客等人恢复官职回到京城。长安四年（704）三月，宗楚客累遷夏官侍郎后，被任为同鳳閣鸞台平章事（宰相），七月，被贬为原州都督。
神龙初年，宗楚客任太仆卿。武三思掌权时引宗楚客為兵部尚書，封郢国公。
唐中宗以神龍之變而復辟，景龍元年（707年）七月，太子李重俊发动景龍之變，杀武三思父子，兵败后逃到鄠县，宗楚客派人捕杀，首级被用于祭奠武三思父子。他也是韋皇后与安乐公主的亲信大臣，九月，与纪处讷同知政事，再次担任宰相，他与侍中纪处讷共为朋党，人称宗、纪。弟弟宗晋卿官至将作大匠、宋国公。
景龍二年（708年），宗楚客、纪处讷等受阿史那闕啜忠節贿赂，派兵讨伐突骑施首领娑葛，导致安西都护府被突骑施攻陷，宗楚客等人召安西都护郭元振入京，欲陷他于死罪，元振不从，两方相互攻讦，最终郭元振复任安西都护。景龙三年（709年），監察御史崔琬彈劾宗楚客等人「潛通戎狄，受其貨賂，至生邊患」。唐中宗并未追究，反命崔琬与楚客结为兄弟。宗楚客则转任中书令。
710年六月，臨淄王李隆基和太平公主發動唐隆政變，殺韋皇后，宗楚客与弟弟宗晋卿等人也一同被杀。
西安市考古研究院日前發現，宗楚客的外祖母名為諸葛芬，出自瑯琊諸葛氏，是武則天三伯武士逸的側室。

## 延伸阅读
[在维基数据编辑]
 《新唐書·卷109》，出自《新唐書》